# Diego Lugano
Diego Lugano, vollständiger Name Diego Alfredo Lugano Moreno, (* 2. November 1980 in Las Violetas, Canelones) ist ein ehemaliger uruguayischer Fußballspieler.

## Leben
Lugano wurde in der kleinen Ortschaft Las Violetas als Sohn seiner Eltern Alfredo und Diana geboren. Diego Lugano hat eine ältere und eine jüngere Schwester. Sein Vater war ebenfalls Fußballspieler und wirkte als Kapitän des Club Libertad in Canelones, für den er insgesamt 20 Jahre spielte. Zudem kam Alfredo Lugano in der dortigen Departamentoauswahl zum Einsatz. Diego Lugano ist seit 2000 mit Karina Roncio verheiratet. Das Paar hat zwei Söhne namens Nicolás und Thiago und die Tochter Bianca.

## Karriere

### Spielerprofil
Diego Lugano war ein zweikampfstarker und durchaus torgefährlicher Fußballspieler und dies als Innenverteidiger. Gazetefutbol.de beschrieb ihn als Spieler, der stets unermüdlichen Einsatz zeige, aber oft an der sportlichen Legalitätsgrenze gehe, sodass er bei gegnerischen Anhängern und Mannschaften häufig ein unbeliebter Spieler bzw. Gegenspieler sei.

### Vereine

#### Anfänge in Südamerika
Der 1,88 Meter große, „Tota“ genannte Innenverteidiger Diego Lugano stand zu Beginn seiner Karriere in Uruguay ebenfalls in Reihen des Club Libertad. Dort gewann er den Meistertitel. Seine nächste Station führte ihn in den Profifußball. Er unterzeichnete einen Vertrag bei Nacional Montevideo. 1999 gewann er bei den Bolsos mit der Nachwuchsmannschaft (Formativas) den Titel der Tercera División. Mindestens in der Clausura 2000 stand er bei den Montevideanern im Erstligakader. 2000 und 2001 gehörte er den Angaben auf seiner eigenen Internetseite zufolge der Mannschaft an, die den uruguayischen Landesmeistertitel gewann. Sodann spielte er auf Leihbasis im Jahr 2001 bei Plaza Colonia in der Segunda División und bestritt dort in jenem Jahr zwölf Zweitligaspiele (kein Tor). Nach dem Aufstieg in die Primera División wurde er dort in der Spielzeit 2002 in 35 Erstligaspielen eingesetzt und erzielte vier Treffer. Es folgte seine Rückkehr zu Nacional, wo er 2003 in weiteren fünf Partien (kein Tor) der höchsten uruguayischen Spielklasse auflief.
Im weiteren laufenden Jahr 2003 schloss er sich dem brasilianischen Erstligisten FC São Paulo an. Dort verblieb er bis ins Jahr 2006. In diesem Zeitraum stehen 95 Spiele und acht Tore für ihn zu Buche. Mit dem FC São Paulo gewann er im Jahr 2005 die Staatsmeisterschaft von São Paulo, die Copa Libertadores und die Klub-WM, indem sie im Finale den FC Liverpool besiegten. Außerdem wurde Diego Lugano Ende 2005 zum besten Verteidiger Südamerikas ernannt, ergänzend bei der Wahl zum südamerikanischen Fußballer des Jahres wurde er Zweiter hinter Carlos Tévez.

#### Wechsel nach Eurasien

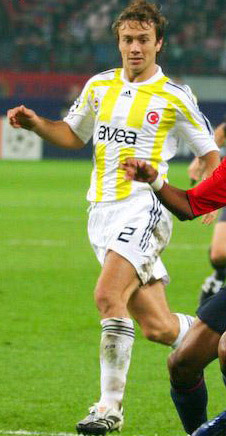
Diego Lugano im Einsatz für den Fenerbahçe, Oktober 2007.

Nach dem Finale der Copa Libertadores 2006 im August 2006, das der Innenverteidiger mit São Paulo knapp verlor, verpflichtete ihn der Fenerbahçe Istanbul endlich für eine Ablösesumme in Höhe von 7,5 Millionen Euro. Sie beobachteten ihn schon seit drei Jahren und war der langersehnte Wunschverteidiger, der in der Mannschaft fehlte. Diego Lugano unterschrieb ein Dreijahresvertrag mit einer Option für eine weitere Spielzeit. Er gewann in seiner ersten Saison bei Fenerbahçe SK den türkischen Meistertitel (2007) und verhalf der Mannschaft in der Spielzeit 2007/08 das Erreichen des Viertelfinales der UEFA Champions League, schieden gegen den späteren Finalisten FC Chelsea aus. Am 16. August 2009 wurde bekannt, dass der Innenverteidiger seinen Vertrag beim Fenerbahçe bis 2013 verlängert hat. Es war nicht klar, ob Diego Lugano verlängern würde, nachdem er die Option für ein weiteres Jahr verstreichen ließ. Der Innenverteidiger war 2010 Kandidat bei der UEFA, um in die Mannschaft des Jahres gewählt zu werden.
Diego Lugano suchte eine neue Herausforderung und wechselte im August 2011 für eine Ablösesumme von über 2,92 Mio. Euro zum sehr ambitionierten französischen Erstligisten Paris Saint-Germain mit einem Dreijahresvertrag. In der Saison 2011/12 trug er als nicht Stammspieler auch zur französischen Vizemeisterschaft bei. Am 23. Januar 2013 wechselte Lugano auf Leihbasis ohne Kaufoption bis Saisonende zum spanischen Erstligisten FC Málaga. Bei den Spaniern kam er zu elf Saisoneinsätzen in der Liga; bis auf eine Partie absolvierte er alle Spiele als Mitglied der Startelf.

#### Weitere Karriere in Europa
Am 2. August 2013 wurde Luganos ablösefreier Wechsel in die Premier League zu West Bromwich Albion bekannt. Bei den Engländern feierte er sein Debüt allerdings erst am 6. Spieltag, als er in der Partie gegen Manchester United in der 89. Spielminute für Victor Anichebe eingewechselt wurde. In der Folgezeit wurde er weiterhin nicht berücksichtigt und kam erst am 15. Spieltag bei der 0:2-Niederlage gegen Norwich City zu seinem zweiten Einsatz, der zugleich sein Startelfdebüt bedeutete. Bei seinem fünften Saisonspiel gegen den FC Everton am 20. Januar 2014 erzielte er sein erstes Tor in der Premier League. Insgesamt absolvierte er bis zu seinem letzten Einsatz am 7. Mai 2014 neun Ligapartien und schoss ein Tor.
Nach der Saison 2013/14 endete das Vertragsverhältnis zwischen Lugano und dem englischen Verein. Da er sich während der WM verletzte, fand er in der Wechselperiode vor Saisonbeginn 2014/15 zunächst keinen neuen Verein und war seitdem vereinslos. Er äußerte allerdings, seine Karriere nicht in der uruguayischen Liga beenden zu wollen und auch in Brasilien käme allenfalls sein vormaliger Klub FC São Paulo in Frage. Nach mehrmonatiger Vereinslosigkeit schloss er sich im März 2015 dem schwedischen Erstligisten BK Häcken an und unterschrieb einen Vertrag bis zum 4. Juni 2015 mit Verlängerungsoption. Er debütierte dort Anfang April 2015 beim mit 1:1 endenden Heimspiel des 2. Spieltags gegen Djurgårdens IF in der Allsvenskan. Insgesamt lief er für die Schweden elfmal (kein Tor) in der Liga auf. Im Juni 2015 beendete er sein Engagement in Schweden.

#### Rückkehr nach Südamerika
Als mögliche neue Arbeitgeber Luganos standen laut Pressemeldungen zunächst Al-Rayyan SC aus Katar oder der paraguayische Klub Cerro Porteño zur Debatte. Am 11. Juli 2015 band er sich dann vertraglich für zwei Jahre an Cerro Porteño. Dort bestritt er 16 Erstligaspiele und schoss fünf Tore. Die Clausura 2015 beendete er mit seiner Mannschaft punktgleich mit dem Club Olimpia an der Tabellenspitze, unterlag diesem dann aber in der Finalrunde um den Titel. Im Januar 2016 wechselte er erneut zu seinem vormaligen Verein FC São Paulo. Er unterschrieb einen Vertrag bis Jahresende 2017. Bei den Brasilianern lief er zwölfmal (kein Tor) in der Paulista A1, 18-mal (zwei Tore) in der Série A, zweimal (kein Tor) in der Copa do Brasil und viermal (kein Tor) in der Copa Libertadores 2016 auf. Im Januar 2018 erklärte Lugano seine aktive Fußballspielerkarriere für beendet.

### Nationalmannschaft
Lugano debütierte am 4. Februar 2003 in der Nationalmannschaft Uruguays, wurde aber vom Nationaltrainer für die Copa América 2004 in Peru nicht berücksichtigt und musste von zu Hause aus ansehen, wie Uruguay den dritten Platz erlangte im Turnier. Im November 2005 verpasste der Innenverteidiger mit der Celeste knapp in den Relegationsspielen die Qualifikation zur Weltmeisterschaft 2006 im Elfmeterschießen gegen Australien. Seit 2006 war er der Mannschaftskapitän von Uruguay. Mit der Nationalmannschaft nahm der Innenverteidiger an der Copa América 2007 in Venezuela teil, wo er im Halbfinale gegen Brasilien den entscheidenden Elfmeter im Elfmeterschießen verschoss und beim Spiel um Platz drei gegen Mexiko sah Diego Lugano eine Rote Karte. Das Spiel endete 3:1 für Mexiko. Ebenfalls stand er im Aufgebot Uruguays bei der Weltmeisterschaft 2010 in Südafrika und erreichte mit der Mannschaft das Halbfinale.

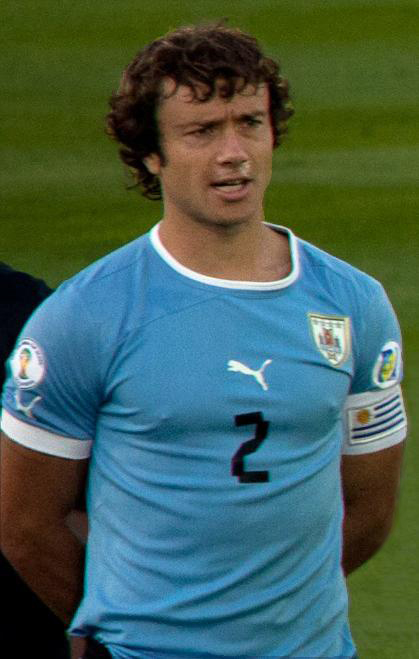
Diego Lugano als Mannschaftskapitän der uruguayischen A-Nationalmannschaft, November 2011.

Ein Jahr später gewann Diego Lugano mit der Celeste die Copa América 2011 und wurden alleiniger Rekordsieger der Südamerikameisterschaft. Im Oktober 2011 gelang ihm am ersten Spieltag der Qualifikation zur Weltmeisterschaft 2014 zum ersten Mal zwei Tore in einem Spiel zu erzielen beim 4:2-Sieg über Bolivien, außerdem bereitete der Innenverteidiger ein weiteres Tor vor, somit war er an drei von insgesamt vier Toren beteiligt. Bei der Weltmeisterschaft 2014 in Brasilien gehörte er sodann erneut als Mannschaftskapitän dem Aufgebot Uruguays an, war zu diesem Zeitpunkt jedoch bereits von ständigen Verletzungen geplagt und verletzte sich im Turnier erneut am Knie.
Nach der WM erfolgten zunächst keine weiteren Länderspieleinsätze. Lugano hat jedoch erklärt, nach wie vor für die „Celeste“ zur Verfügung zu stehen. Lugano absolvierte insgesamt 95 A-Länderspiele und erzielte neun Tore für sein Heimatland. Der neunte Länderspieltreffer Luganos beim 2:1 gegen Nigeria am 20. Juni 2013 im Rahmen des FIFA-Konföderationen-Pokal 2013 war das 1300. Tor in der Länderspiel-Geschichte der Celeste. Sein letzter Einsatz datierte vom 14. Juni 2014.

## Erfolge
- Nacional Montevideo
  - Uruguayischer Meister: 2000, 2001

- FC São Paulo
  - Staatsmeisterschaft von São Paulo: 2005
  - Copa Libertadores: 2005
  - FIFA-Klub-Weltmeisterschaft: 2005
  - Brasilianischer Meister: 2006 1

- Fenerbahçe Istanbul
  - Türkischer Meister: 2007, 2011
  - Türkischer-Supercup-Sieger: 2007, 2009 (ohne Einsätze)

- Nationalmannschaft
  - Copa América: 2011

## Auszeichnungen
- 2 × Gewinn der Bola de Prata (deutsch Silberner Ball): 2004, 2005[32]
- 2 × Gewählt in das Team des Jahres Südamerikas: 2004, 2005[33]
- 2 × Gewinn der Troféu Mesa Redonda (deutsch Mesa-Redonda-Trophäe): 2004, 2005[34]
- 1 × Gewählt zum besten Verteidiger Südamerikas: 2005[4][5]
- 1 × Gewählt in das Team des Turniers der Copa América: 2011[35]